# Luthrodes pandava
Luthrodes pandava is een vlinder uit de familie van de Lycaenidae. De wetenschappelijke naam van de soort is voor het eerst gepubliceerd in 1829 door Thomas Horsfield.

## Verspreiding
De soort komt voor in Egypte (geïntroduceerd), Verenigde Arabische Emiraten, Madagaskar, Réunion, Mauritius, India, Sri Lanka, China, Taiwan, de Filipijnen, Indonesië en Japan.

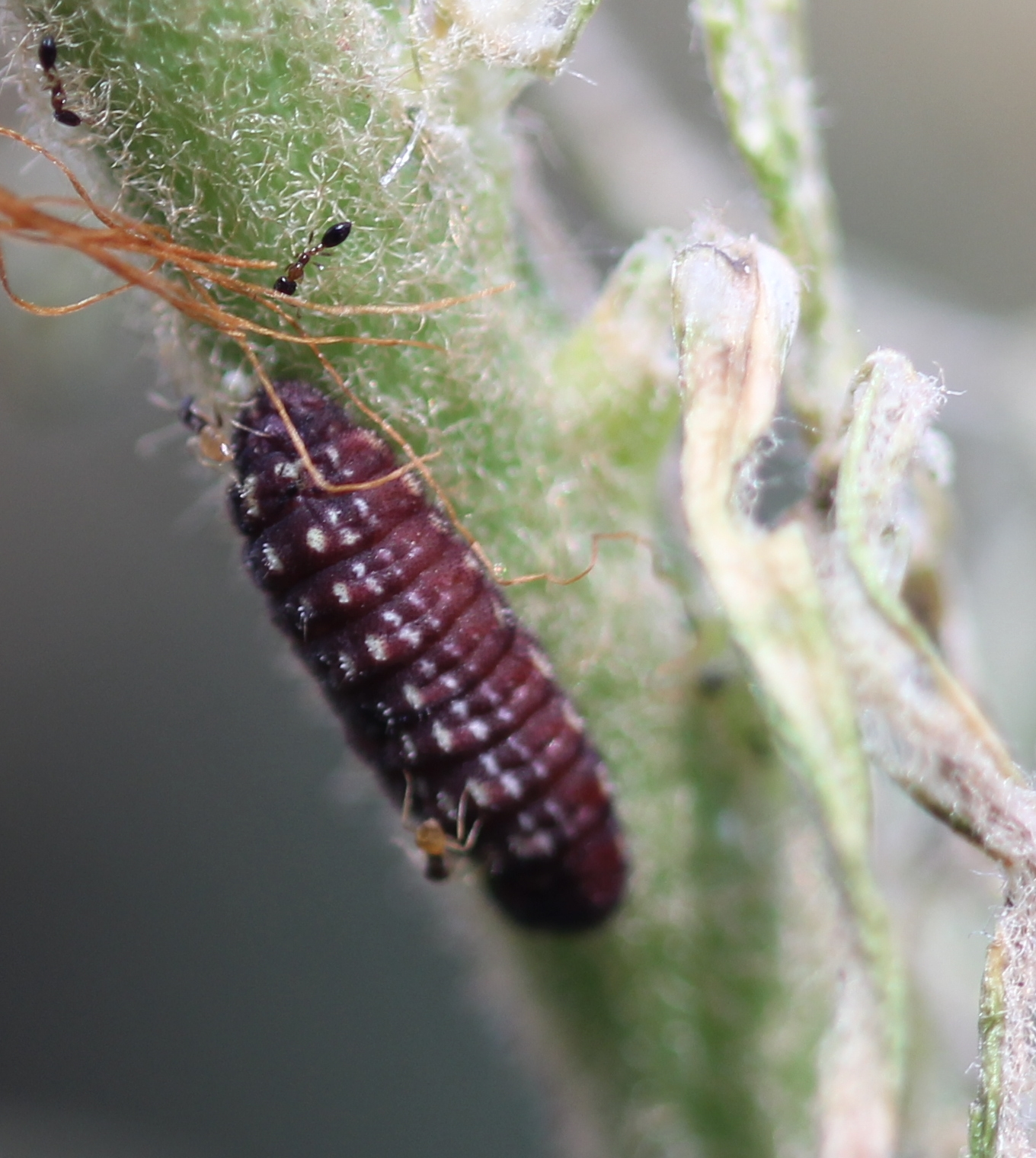
rups

## Waardplanten
De rups leeft op Cycas circinalis en Cycas revoluta (Cycadaceae).

## Ondersoorten
- Luthrodes pandava pandava
- Luthrodes pandava lanka (Evans, 1925)
- Luthrodes pandava vapanda (Semper, 1890)